# NGC 507
NGC 507 je čočková galaxie v souhvězdí Ryb. Její zdánlivá jasnost je 11,3m a úhlová velikost 2,5′ × 2,5′. Galaxii objevil 12. srpna 1784 astronom William Herschel. Spolu se sousední galaxií NGC 508 ji Halton Arp v roce 1966 zahrnul do katalogu pekuliárních galaxií a k NGC 507 poznamenal, že ji obklopují kruhové prstence s malým vzájemným rozdílem hustoty.
Galaxie je od Země vzdálená 210 milionů světelných let a je nejjasnějším členem skupiny několika desítek galaxií, která má označení LGG 26. Tato skupina je součástí Nadkupy galaxií Perseus–Pisces.